# Швайкевич, Александр Харитонович
Александр Харитонович Швайкевич (1842, Полтавская губерния — 1919, Одесса) — российский художник. Автор учебника «Элементарный курс черчения и теории рисования геометрических форм».

## Биография
Родился 18 марта 1842 года на хуторе Индутновке Пирятинского уезда Полтавской губернии. Отец — казак Харитон Ефремович Швайкевич, мать — Ирина Трофимовна, из дворян Зайковских. Был младшим ребёнком в семье, где родилось семеро детей.
С 1861 по 1873 год учился в Академии художеств, где получил четыре серебряные медали: в 1866 году — малую за этюд, в 1868 году — большую за этюд и малую за рисунок, в 1870 году — большую за рисунок; в 1872 году — малую золотую медаль. В 1871—1872 годах преподавал рисование в воскресных классах при Академии. В 1873 году получил звание классного художника 2-й степени.
С 25 апреля 1874 года по 1 августа 1878 года занимал должность учителя рисования и чистописания в одесской Ришельевской гимназии; с 5 августа 1877 года по 15 августа 1898 года — учитель рисование в реальном училище Св. Павла и, одновременно, преподавал рисование в Одесском институте благородных девиц.
За время службы был награждён орденами: Св. Станислава 2-й (22.12.1889) и 3-й (29.12.1878) степеней, Св. Анны  2-й (01.01.1894) и 3-й (22.12.1885) степеней, Св. Владимира 4-й степени (14.05.1896). С 22 декабря 1900 года — потомственный дворянин.
В 1875 году принял участие, возможно единственный раз, в художественной выставке — в честь 10-летия Общества изящных искусств в Одессе; получил вторую премию и спустя пять лет стал членом Общества. В 1880 году опубликовал учебник «Элементарный курс черчения и теории рисования геометрических форм».
Имел в Одессе собственный дом (Торговая улица, 30), где 17 апреля 1884 года открыл художественно-иконописную мастерскую. В 1894 году в «Одесских новостях» был указан новый адрес мастерской: «на углу Ямской и Конной улиц, собств. дом № 35/21». Швайкевич писал иконы для церквей, участвовал в их реконструкции. В 1898 году Швайкевич купил участок земли на Княжеской улице, где построил по проекту архитектора А. Д. Тодорова трёхэтажный дом на 57 квартир; первый этаж сдавался в наём, на втором жили Швайкевичи, на третьем находилась мастерская художника (во дворе дома сохранился флигель).
В 1917 году ослеп. Умер 25 апреля 1919 года и был похоронен на 2-м Христианском кладбище Одессы.

## Работы
В собрании Одесского художественного музея находятся восемь работ художника (три в постоянной экспозиции):
- «Голова старика». Этюд. 1870 (картон, масло, 25,5х22)
- «Голова старухи». Этюд. 1870 (картон, масло, 25,2х22)
- «Приглашение кн. Д. Н. Пожарского повелевать войсками для освобождения Москвы от поляков в 1611 г. »Эскиз. 1871 (холст, масло, 81х113)

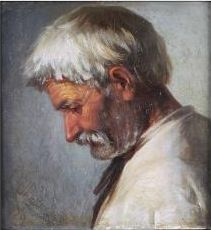
Голова старика. Этюд. 1870.
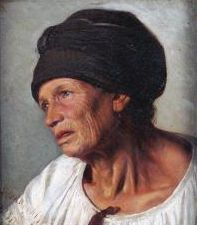
Голова старухи. Этюд. 1870.
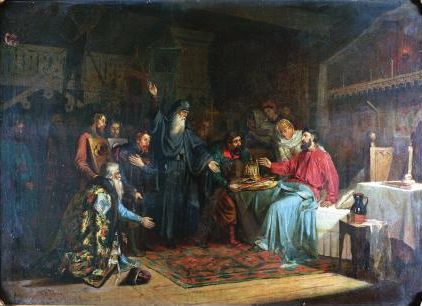
Приглашение кн. Д. Н. Пожарского повелевать войсками для освобождения Москвы от поляков в 1611 г. Эскиз. 1871.

- «Портрет неизвестного». 1875 (холст, масло, овал 100х78)
- «Мифологический сюжет» (бумага, тушь, акварель)
- «Неудачное свидание» (бумага, тушь, акварель)
- «Александр Невский».

Им также были написаны: «Разлука матери с ребенком» (1867), «Портрет отца художника» (1869), «Малороссийская девочка» (1869), «Возвращение из церкви в Светлое Христово Воскресение» (1870).
В 1965 году Научно-исследовательским музеем Академии художеств СССР у дочери художника Ольги Александровны Рудой был куплен альбом с 32 рисунками, один рисунок отдельно и два этюда на холсте.

## Семья
Был женат на крестьянке села Поповка Екатерине Ивановне Шаповаленко (21.03.1865—?). Венчание состоялось 28 июля 1885 года в Варваринской церкви Антоно-Кодинцевки Одесского уезда Херсонской епархии. У них родились две дочери: Вера (в замужестве Мах; 11.05.1886—?) и Ольга (в замужестве Лефтер, затем Рудая; 10.07.1888—?).